# Valentina Cavallar
Valentina Cavallar, née le 7 mars 2001 à Vienne, en Autriche, est une rameuse puis coureuse cycliste professionnelle autrichienne membre de l'équipe Arkéa-B&B Hotels.

## Biographie
Elle pratigue l'aviron dès l'âge de 13 ans. Ses prédispositions lui permettent de concourir quelques années plus tard chez les Élites, où dès sa première compétition, elle réussit à se qualifier pour les Jeux Olympiques de 2020. À Tokyo, elle dispute l'épreuve de deux de couple poids léger aux côtés de Louisa Altenhuber. Le duo termine 5e de sa série, et n'est pas qualifié pour les demi-finales. Échouant de peu aux repêchages, elles finissent à la 14e place de la compétition,.
En 2022, à l’occasion d’un camp d’entraînement d’aviron, elle assiste à la 7e étape du Tour de France Femmes 2022 au Grand Ballon, ce qui la convainc de se tourner vers le cyclisme professionnel. Cette décision, notamment influencée par la suppression prochaine de sa catégorie du programme olympique, est motivée par le fait que le cyclisme — qui est son hobby — a toujours fait partie intégrante de sa préparation physique de rameuse,. 
En 2024, alors que la saison cyclisme est déjà lancée depuis plusieurs semaines, l'équipe française Arkéa-B&B Hotels décide de la recruter à la surprise générale dans le monde du cyclisme. Pourtant elle dispute sa première course professionnelle à l'occasion du Grand Prix de Chambéry, puis participe aux classiques ardennaises. Au Tour du Pays Basque, une épreuve du circuit World Tour féminin,  elle est toute proche de remporter le classement de la montagne, seulement devancé par la championne néerlandaise Demi Vollering. Elle se classe ensuite 4e de l'Alpes Grésivaudan Classic, une course d'un jour vallonnée, 2e du Tour féminin international des Pyrénées puis est dauphine d'Anna Kiesenhofer lors de son championnat national. Ses bonnes performances lui permettent de gagner sa place pour le Tour de France, où elle s'illustre lors de l'étape reine, qui mène les coureuses du Grand-Bornand à l'Alpe d'Huez : après avoir attaqué dans le col du Glandon, qu’elle franchit en tête devant Vollering et Rooijakkers, elle termine 7e de l'étape.

## Palmarès en aviron

### Jeux olympiques
- 2020 à Tokyo (Japon)
  - 14e en deux de couple poids légers avec Louisa Altenhuber

## Palmarès en cyclisme sur route

### Par années
- 2024
  - 2e du Tour féminin international des Pyrénées
  - 2e du championnat d'Autriche sur route
- 2025
  - Alpes Grésivaudan Classic
  - 3e du Tour féminin international des Pyrénées
  - 8e du Tour de Burgos

### Résultats sur les grands tours

#### Tour de France
2 participations :
- 2024 : 22e
- 2025 : non partante (6e étape)

#### Tour d'Espagne
1 participation : 
- 2025 : 26e

### Classements mondiaux
| Année                                 | 2024 |
| ------------------------------------- | ---- |
| Classement UCI                        | 153e |
| UCI World Tour                        | 226e |
|                                       |      |
| Légende : nc = non classéSource : UCI |      |